# Eudonia paltomacha
Eudonia paltomacha là một loài bướm đêm trong họ Crambidae.